# Проприетарная колония
Проприетарная колония (англ. Proprietary colony) — форма правления британских колоний, преимущественно в Северной Америке и на Карибах в XVII веке. По законам Британской империи все земли империи принадлежали королю, который особой хартией даровал им одну из четырёх форм правления: Проприетарную, Коронную, Акционерную или Ковенантную. При проприетарной системе король давал право основания колонии частным лицам или компаниям. Затем уже эти люди, «собственники колонии» или «проприетары» назначали губернаторов и колониальных чиновников. Постепенно такая непрямая система управления стала создавать сложности, и короли начали от неё отказываться, и постепенно превращать проприетарные колонии в коронные, то есть такие, где губернатора назначал сам король. К концу XVIII века почти все проприетарные колонии были превращены в коронные. Одним из исключений оставалась провинция Пенсильвания.

### Статьи
- Lurie, Maxine N. New Jersey: The Unique Proprietary (англ.) // The Pennsylvania Magazine of History and Biography. — University of Pennsylvania Press, 1987. — Vol. 111, iss. 1. — P. 77—97.
- Osgood, Herbert L. The Proprietary Province as a Form of Colonial Government (англ.) // The American Historical Review. — 1897. — Vol. 2, iss. 4. — P. 644—664. — doi:10.2307/1833981.
- Osgood, Herbert L. The Proprietary Province as a Form of Colonial Government, II (англ.) // The American Historical Review. — 1897. — Vol. 3, iss. 1. — P. 31—55. — doi:10.2307/1832807.